# リュウキュウアユ

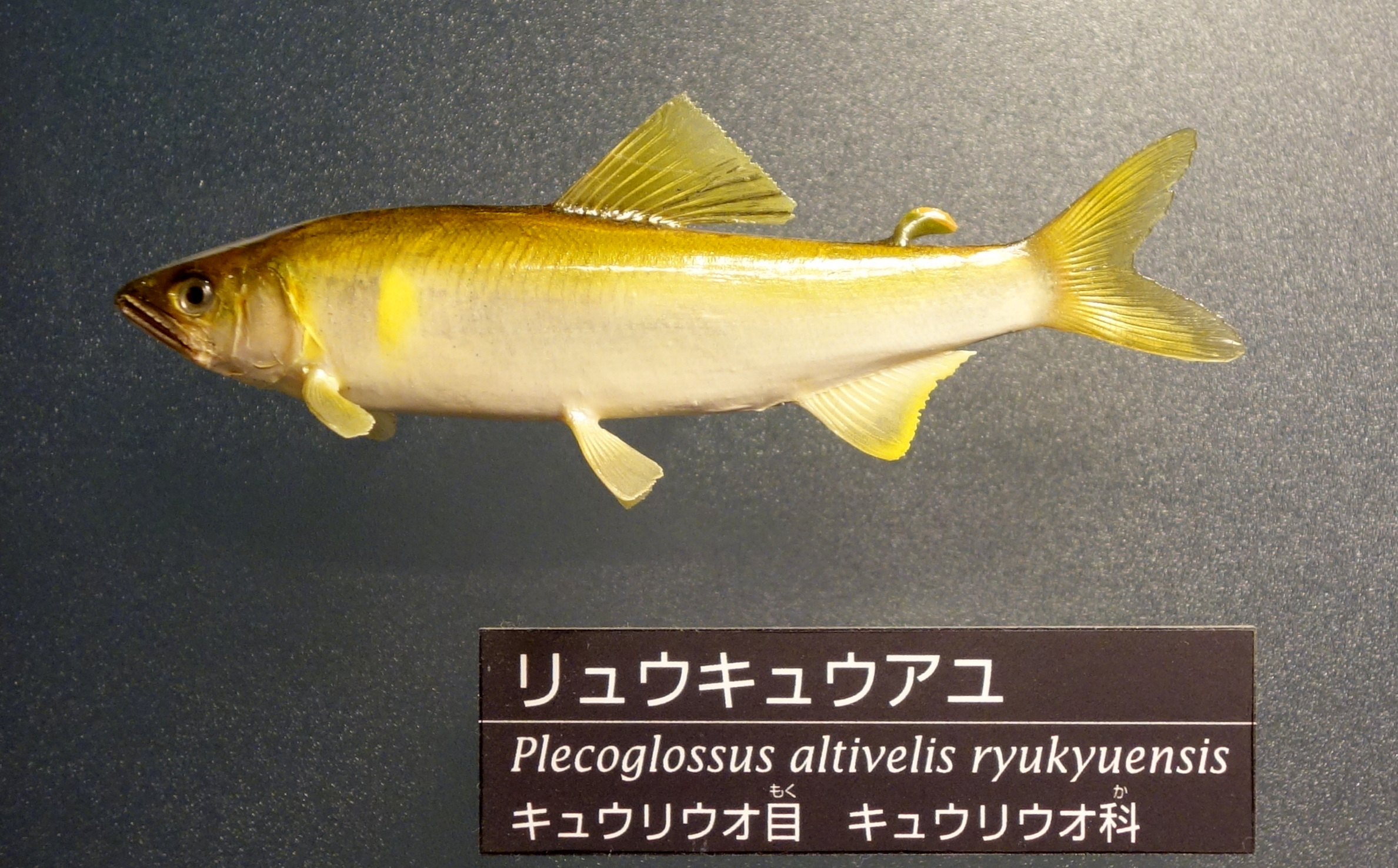
国立科学博物館展示の剥製

リュウキュウアユ（りゅうきゅうあゆ）P. altivelis ryukyuensis【別名＝ヤジ】は、アユ属アユの琉球列島固有亜種で奄美大島に生息する。沖縄本島の在来個体群は、1970年代に絶滅している。

## 解説
アユと同等な生活環を有し、両側回遊を行う。アイソザイム（アロザイム）分析の結果、日本本土産のアユからの別離は100 万年前と推定されている。沖縄本島産の個体は、現在ではホルマリン固定された標本が国立科学博物館に残る。
アユ Plecoglossus altivelis altivelis よりも小型で成体の体長は10-15cm。産卵期は河川水温が20℃以下の11月下旬 - 3 月初旬、遡上は1月下旬から5月下旬、体長12cmの推定産卵数は17000粒程度。産卵をすると満1歳で多くは死亡するが、越年アユとして生残する個体もある。海で生活する稚魚期の好適塩分濃度は海水の50%から75%で、20℃以下の汽水域が必須。
河川改修、道路整備、土地造成による赤土流入が、河川と内湾での生息域、餌場、産卵場を荒廃させ、生息数を減少させている。
主な地方名
- 沖縄本島北部 - アーユー
- 奄美大島 - ヤジ

## 形態
成体の体長は普通100 - 150mm、日本本土の近縁種アユと良く似ているが、繁殖期は遅く12月から2月。リュウキュウアユの方がややずんぐり、縄張りをもつ個体の背鰭は、全体が長くなって茶褐色。胸鰭軟条数、側線上部横列鱗数、側線下部横列鱗数などはアユよりやや少ない。また、沖縄本島産と奄美大島産では、側線横列鱗数、脊椎骨数、上顎上の櫛状歯数など幾つかの違いを見出す事が出来る。また、奄美大島に分布する個体も生息する住用・伊須湾域と焼内湾域では遺伝的分化が進んでおり東西両集団間は交流のない集団となっており、保護に際しては多様性の維持に配慮が必要とされている。

## 分布
自然分布域は奄美大島と沖縄本島の名護以北の西海岸沿いの河川に分布していたが、沖縄本島産は1970年代末に絶滅した。

### 奄美大島個体群
住用湾に注ぐ河川を中心に生息する。かつては知名瀬川などにも生息していたとされている。2010年10月、秋雨前線と台風により集中豪雨が発生し生息への影響が懸念されたが、豪雨前後での生息数に極端な変動は無く増水に対し踏みとどまった事が報告されている。また、増水の影響で河川内に堆積していた土砂が洗い流された結果、生息に適した深場が再生し赤土を含まない浮き石状の礫の瀬が回復した。その結果、2011年の遡上数は平年の4倍へと大幅に増加した。

### 沖縄本島個体群
- 1970年代中頃まで 北部西海岸に注ぐ11河川に生息。
- 1970年代 絶滅。ダムの造成、堰堤による生息可能域が減少したこと、宅地開発や森林伐採に伴う土砂流入、生活雑排水の流入による水質悪化が主な原因とされている[8]。
- 1992年 福地ダムと安波ダムなど3箇所に、奄美大島産の稚魚を放流し[9]保護をしている。福地ダムと安波ダムでは陸封化された個体が定着した[10]、また周辺の河川にも稚魚の遡上が確認されている。しかし、両側回遊型の生活史を持つ個体の定着には至っていないとの報告がある[11]。

## 保全状態
絶滅危惧IA類 (CR)（環境省レッドリスト）

## 保護
奄美大島では産卵期と遡上期の河川工事の停止、産卵期と遡上期の禁漁、漁期や漁法の制限により保護が行われている。しかし、産卵期と遡上期の河川工事の停止は徹底されていないと報告されている。

## 栄養状態
奄美大島のみに生息する「リュウキュウアユ」の体内から栄養源となる藻がほとんど確認されず、餌が取れない過酷な環境にいることを、鹿児島大学水産学部の久米元准教授(46)＝魚類生態学＝らの研究チームが明らかにした。